# Іллінка (Одеський район)
Іллі́нка — село Усатівської сільської громади в Одеському районі Одеської області в Україні. Населення становить 1350 осіб.

## Історія
Станом на 1886 у селі, центрі Іллінської волості Одеського повіту Херсонської губернії, мешкало 312 осіб, налічувалось 52 дворових господарства, існували поштова ставка та лавка.

## Населення
Згідно з переписом 1989 року населення села становило 1269 осіб, з яких 606 чоловіків та 663 жінки.
За переписом населення 2001 року в селі мешкали 1342 особи.

### Мова
Розподіл населення за рідною мовою за даними перепису 2001 року:
| Мова       | Відсоток |
| ---------- | -------- |
| українська | 89,7 %   |
| російська  | 9,48 %   |
| румунська  | 0,3 %    |
| вірменська | 0,15 %   |
| білоруська | 0,07 %   |
| угорська   | 0,07 %   |

## Постаті
- Олег Мединський (1968—2016) — капітан 3 рангу Збройних сил України, учасник російсько-української війни.